# Slavejægerne
Slavejægerne er en amerikansk stumfilm fra 1920 af E.A. Martin.

## Medvirkende
- Juanita Hansen som Zoolah
- George Chesebro som Stanley Morton
- Frank Clark som Michael Donovan
- Irene Wallace
- Hector Dion som Gagga